# 井上真樹夫
井上 真樹夫（いのうえ まきお、1938年〈昭和13年〉11月30日 - 2019年〈令和元年〉11月29日）は、日本の俳優、声優、作詞家。山梨県甲府市出身。青二プロダクションに所属していた。

## 略歴

### 生い立ち
山梨県甲府盆地の南端の田園地帯で生まれ育つ。小学2年生の時には兄に手を引かれ、田んぼの向こうの工場で行われた村芝居を見ていたという。その後、一家とともに東京に移住し、中学生の時、移動劇団の『チルチルミチル』を観劇したことがきっかけで芝居の道を志す。中学・高校時代は演劇部に所属していた。
東京都立文京高等学校に進学後、在校中に東京アナウンス・アカデミーへ入学。16歳頃にはテレビドラマに出演を開始し、演劇部の活動にも熱中。高校3年生の時には教師に「芝居はほどほどにして受験勉強を」と説教されるが、これに猛反発し「だったら意地でも芝居やってやる」と決意。卒業間近であったが、東京都立北園高等学校夜間部に転校した。

### キャリア
1960年頃には寺山修司にインスパイアされ、寺山と対面したのち、友人と共にアングラ劇団（劇団表現座）を設立。旗揚げ公演の『アダージョ』では主演を務めた。なお、設立直後には寺山から天井桟敷の設立に誘われたことがあったという。
しばらくして、舞台の成立が困難になったり生活が苦しくなったりしたため「お金を稼がなきゃ」と思っていたところ、知り合いのマネージャーに誘われ『ドビーの青春』の吹き替えオーディションに参加、主役に抜擢され出演したことがきっかけとなり、声優業を行うようになる。アニメでのデビューは『鉄腕アトム (アニメ第1作)』。
児童劇団白樺、蟻の会、つくしグループ（創立メンバー）、文学座、草の会、劇団表現座、富士放送プロを経て青二プロダクションに所属、アニメにも多数出演するようになり、第1次声優ブームが起きると富山敬、神谷明と共に「声優御三家」の一人となる。

### 晩年・死去
2017年10月から自身のTwitterアカウントを開設し、80歳を超えた後も「キングダム ハーツ シリーズ」でマスター・エラクゥス役として出演していた他、講演会・読み聞かせの開催、「伊能 絵巻（いのう えまき）」名義での作詩活動や小説の執筆など晩年も精力的に活動を行っていた。死去の4か月前には「生涯現役プロジェクト」を掲げ、10月からYouTubeチャンネルを開設し、スタッフとのウェブラジオ配信も開始していた。
自身の誕生日の前日である2019年11月29日、持病の狭心症が悪化し急性心臓死により千葉県内の自宅で死去。80歳没。ゲーム『スーパーロボット大戦T』でのハーロックが遺作となり、声優としての最後の仕事は、同年2月に収録された『劇場版銀河鉄道999』40周年記念企画上映会用のコメントとなった。「生涯現役プロジェクト」についてはスタッフや井上の家族により、今後も継続されることが発表された。

## 特色・人物
声種はバリトン。
声優業では主人公から悪役までさまざまな役をこなしている。『宇宙海賊キャプテンハーロック』のハーロックの前に主役を演じていたのは『男どアホウ甲子園』の藤村甲子園、『ミクロイドS』のヤンマといった明るいキャラクターが多かった。なかでもクールな二枚目役を得意とし、花形満などのライバル役を演じることが多かった。井上自身は1970年代のインタビューで「半分大人っぽいような、半分子どもっぽいような不安定な年齢層の役が多いですね。言いかえれば少年あがりの青年役ですか」「僕の中に演技的な流れがあるとすれば、少年風なものとニヒルでクールなものの二つの流れだと思うんです」としている。
第二次世界大戦を経験。7歳頃に甲府空襲で自宅を失い、その影響による栄養失調で乳幼児だった末弟を亡くしている。このことは「思い出したくない」と長年公表していなかったが、最晩年には戦争体験を語れる世代が減り「戦争をしたがる人、不感症の人が増えてきた」と感じたことから、SNSや講演会で話すことがあった。
漫画家になりたかった時期もあり、小学校時代は、家に帰ると、隣の男子と物置きに閉じこもっており、画用紙とペンを持って毎日一生懸命描いていたという。あの頃は手塚治虫がうけていたことから、手塚治虫の模写を一生懸命していたという。
役者になる前は詩人になることを志望しており、学生時代には吉田一穂門下の添田邦裕に弟子入りしたこともある。そのため、日本作詩家協会に所属していたほか、『アニメージュ』で詩の連載をしたこともあった。なお、芸名の「真樹夫」は、弟子入りの際名付けられた筆名「真樹岑」（読み同じ）を読みやすく変えたものである。
かつてはフランス映画が好きであり、それが高じて高校卒業後はアテネ・フランセ仏語科に進学していた。同期生にはなかにし礼がいる。
晩年は禅宗の僧となり、慈孝という僧名を持っていたほか、千葉県内の寺で住職を務めていた。小林清志は羽佐間道夫との対談で井上が「住職の息子」だと発言しているが、これについて井上本人は「息子ではない」と否定している。また、長期休暇には山寺に籠もり数日間ひたすら坐禅するなど修行の旅にも出ていた。
趣味は古書収集、アウトドアライフ、4WDドライビング。読書家であり、小林清志は井上を追悼コメントの中で「なかなかの文学青年だった」と評している。また、パソコンにも造詣が深く、本人曰く「8ビット時代から25台ほどつぶしている」とのこと。
落語家の三遊亭小圓遊は同じ高校の1年先輩であり、演劇部で一緒だったことから親交があった。
『ルパン三世』で共演していた栗田貫一は、追悼の際に「いつもいつも優しくしてくれた素晴らしい大先輩でした」とコメントしている。

### 仕事に対する姿勢
井上がデビューしたころの声優業は、「あいつは吹き替えをやっている」と笑われることもあるなど「舞台俳優が片手間にアルバイト感覚でやっている」という認識が強く、自身も稼ぐために始めたこともあって、しばらくは声優業に否定的な考えを持ちながら行なっていた。だが、アニメや声優がブームになり地位が確立されると、徐々に「やりがいのある仕事」に変わっていったという。また、ブームを支持したファンには「仕事そのものの価値が今までの僕等の価値観ではとらえられないものに変ったんですね。その価値を皆さんが与えて下さったんです」「僕の人生観を変えさせてくれ、わずかではあるけども演技観も変えさせてくれるものだった」と感謝を表している。
「声優である以前に俳優である」という姿勢とポリシーを抱いており、「声優」という呼ばれ方はあまり好ましく思っていなかった。また、そのようにありたいという思想から、1990年代には舞台を敬遠する若手声優に「憤りの感情を抱いている」という主旨の発言をしていた。ただし、晩年の2017年には「確かに昔はそういうことをずいぶん言っていましたけど、今はもうそういうことを言っても仕方がない」とも語っている。
近年の若手声優に対しては「最近は即席の声優がたくさん出てきているが、演技の勉強が根本的に足りていない。もちろん、素晴らしい演技をしている声優はたくさんいる。でも、『これはまだだな』という演技の子も平気で活躍しているのは、あまり良いことではない」と語り、「どこかで聞いたことのあるような、口先の演技が横行していることはどうしても許せない。プロである以上は、オリジナリティを出してほしい。真似はダメだ」という思いを述べている。
役作りについて「アニメだろうが、洋画だろうが、そのキャラクターの内面を想像して、その中に自分を入れ込む作業だから、何かを持ってきて参考にして、というのはやらない。もし、それをやってしまったらどこか物まね的になってしまう。とことん自分が考え、思い詰めていく中で何かが出てくる、それが役者の仕事なんだよ」と発言している。
役作りの一環として、アフレコの際は演じる役と同じ、またはそれに近い衣装を着て行なっている。『ルパン三世』の石川五ェ門を演じる際は、作務衣を着ていたという。

## エピソード
洋画の吹き替えで思い出深い作品に、これまで『冬のライオン』『ロンリーマン』『誓いの休暇』『陽のあたる場所』を挙げている。

### 花形満
『巨人の星』の花形満について、演じた際には「キャラクターとの関係と役者との関係も同じようにする」というスタンスでライバル関係である星飛雄馬役の古谷徹とは意図的に親しく接することはなく、収録が終わってからそれは演技に集中するためだったと古谷に明かして謝ったという。ただし後年、この話題に「それはちょっと誤解が入ってる。俺の言い方が悪かったのかもしれないけど、実際は別にそんな避けていたわけじゃない。単に、あっちが中学生で話題がなかったんだよ。当時俺はもう29歳だったけど、アイツはスタジオで宿題とかやってるんだから(笑)」とも語っている。

### 石川五ェ門
『ルパン三世』シリーズでは、1977年（昭和52年）放送の『ルパン三世』（TV第2シリーズ）から2010年（平成22年）放送の『ルパン三世 the Last Job』まで、二代目として長年にわたり石川五ェ門を演じていた。
『ルパン三世 (TV第1シリーズ)』での大塚周夫から引き継ぐ形であったが、起用に際して「ハードな殺気をまとう男から若く甘いイケメンの剣豪へとキャラクターが代わり、声優交代が必要だ」と説明を受けたという。そのため、視聴者から大塚と比較されることへの苦悩もありつつ、演じる際は自身のカラーを出すことに留意したという。
井上は五ェ門について、自身の代表作の一つであり大事なキャラクターで、「人生に有形無形の関りがあった」と発言している。これまで演じた中で思い出深いルパン作品には、『TV第2シリーズ』第112話「五右ヱ門危機一髪」や『ルパン三世 燃えよ斬鉄剣』を挙げている。
五ェ門の役作りについては「（五ェ門は）当初は二枚目だったが、途中からストーリーの都合で性格が一番変化させられることが多いキャラクターとなった。ただ、それも作品の深まりと捉え楽しくやることができた」と述べている。また、少ない台詞の中で存在感を出すことに苦労することを明かしつつ、それが五ェ門を演じる醍醐味でもあったという。
原作者のモンキー・パンチが死去した際は「漫画・アニメ界の『巨星墜つ』の感一入です。「ルパン三世」ラストジョブまで33年間大変お世話になりました」とコメントし、報道のあった日はSNSを控え喪に服した。
井上が死去した際、長年同シリーズで共演した小林清志は「五ェ門おまえもか！残されたのは不二子ちゃんとオレ次元と二人だけになっちまった。斬鉄剣も泣いている。」と追悼コメントを出している。

### ハーロック
『宇宙海賊キャプテンハーロック』の主人公・ハーロック役はオファーがあり起用された。2004年のインタビューでは「どういう経緯で話が来たのかは分からないが、『お仕事1本入りました〜』というような気楽な感じで引き受けた」と述べている。
ハーロックを演じるにあたり、原作のファンにとっては固定したハーロックのイメージがあるので、その期待にこたえられるか不安だったという。役作りでは今までで一番苦労したとのことで、男の悲哀や強さをさまざまな場面、台詞で重層的に表現しなくてはならず、声や口調もそれまでのアニメの主人公と違って派手に叫んだりはせず、抑えて演じたとのことである。
声帯ポリープ切除のため2話分休演しており、全話出演を果たせなかったことについては心残りだと語っている。その一方で、代演を務めた徳丸完には感謝をしており、井上の復帰と続投を決めたプロデューサーの田宮武に関しては「恩人」と語っている。
2001年頃を境にハーロックは演じる機会はなかったが、2014年の『アオイホノオ』の劇中アニメで13年ぶりに、更に5年後の2019年にはゲーム『スーパーロボット大戦T』で再びハーロックを演じたが、前述したとおりこれが井上の遺作になった。同作プロデューサーの寺田貴信は「井上さんは物凄く拘ってハーロックを演じておられ、こちらからOKを出した台詞を自らリテイクされるなど、ご年齢を感じさせないお仕事ぶりでした」と語っている。そして収録後には「この歳になって、またハーロックを演じられるとは思っていなかった。ありがとう」という旨の言葉をもらったという。

### 実写作品
2013年には製作者たちが井上のファンであったことから、TBSドラマ『安堂ロイド』に俳優として大物政治家役でゲスト出演、続けて翌2014年にドラマ『家族狩り』にレギュラー出演し、認知症老人の役を演じている。
年齢を重ねてからの実写作品での活躍について井上は、「（それまでハンサムな役が多かったため）僕をイケメンだと思ってくださる方もいて、ずっとプレッシャーでした。この年齢になって、自分の姿で演じることができて本当に嬉しいです」と喜びを語っている。

## 出演
太字はメインキャラクター。

### テレビドラマ
- キス夫とミー子（1956年、NTV） - 学生 役
- 花と光と（1959年、NTV）
- 青年 第一部「渦潮」（1961年4月3日、NHK） - 池田忠一郎 役
- あすをつげる鐘「オリザニン誕生 鈴木梅太郎」（1961年7月27日、NHK）
- オブの冒険（1961年7月27日、NHK）
- この道の果てに（1962年01月12日、NHK） - コック 役
- 事件記者（NHK）
  - 第148話 「非行」（1963年9月10日）
  - 第250話 「袋小路」（1965年9月7日）
- おはなはん（1966年07月15日、NHK） - 酒蔵若主人 役
- 源義経（1966年、NHK）
- 特別機動捜査隊（NET、東映）
  - 第154話 「東京0米地帯・前編」（1964年10月7日） - 今井明 役
  - 第155話 「東京0米地帯・後編」（1964年10月14日） - 今井明 役
  - 第281話 「正午のアリバイ」（1967年3月15日） - バーテン 役
- 鞍馬天狗（NHK）
- 土曜ナナハン学園危機一髪「ガラスの動物園」（1980年4月12日、フジテレビ） - 新聞記者 役
- 花王名人劇場「さらわれたスーパースター」（1980年10月19日、関西テレビ）
- 安堂ロイド〜A.I. knows LOVE?〜（2013年12月1日 - 12月15日、TBS） - 大物政治家 役
- 家族狩り（2014年7月4日 - 9月5日、TBS） - 氷崎清太郎 役
- アオイホノオ 第2話（2014年7月26日、テレビ東京） - ハーロック 役（声の出演）
- まっしろ 最終話（2015年3月17日、TBS） - 入院患者 役
- ヤメゴク〜ヤクザやめて頂きます〜 最終話（2015年6月18日、TBS） - 常盤田宗伯 役
- IQ246〜華麗なる事件簿〜 第9話・最終話（2016年12月11日・12月18日、TBS） - 御前様 役

### 映画
- ザザンボ（1992年）TVワイドショー司会者役 ※友情出演
- 劇場版 SPEC〜結〜 漸ノ篇/爻ノ篇（2013年）声の出演

### テレビアニメ
1963年
- 鉄腕アトム (アニメ第1作)
- 鉄人28号 (テレビアニメ第1作)

1964年
- ビッグX

1965年
- ジャングル大帝
- 戦え!オスパー
- W3

1967年
- リボンの騎士（フランツ）

1968年
- 巨人の星（1968年 - 1979年、花形満） - 3シリーズ
- 佐武と市捕物控（佐武〈2代目〉）

1969年
- 男一匹ガキ大将（片目の銀次）
- 巨人の星対鉄腕アトム（花形満）

1970年
- サザエさん（カツオの家庭教師）
- アタックNo.1（三田村）
- 男どアホウ甲子園（藤村甲子園）

1971年
- 原始少年リュウ（1971年 - 1972年、リュウ）
- さすらいの太陽（ファニー）

1972年
- 赤胴鈴之助（柳生市太郎）
- 正義を愛する者 月光仮面
- デビルマン（氷村巌 / ヒムラー）
- ど根性ガエル（1972年 - 1974年、青年）

1973年
- 荒野の少年イサム（バッファローの手下）
- 侍ジャイアンツ（眉月光）
- ゼロテスター（1973年 - 1974年、法水冷児）
- バビル2世
- ミクロイドS（ヤンマ）
- 山ねずみロッキーチャック（つばめのスキマー）

1974年
- ゲッターロボ（ジャック）
- 破裏拳ポリマー（ウイリアム）※森功至の代役。エンディングクレジットは修正が間に合わず森となっている。

1975年
- アラビアンナイト シンドバッドの冒険（胡椒が欲しい息子）
- グレートマジンガー（戦闘獣ケルビニウス、生田信一郎）
- 少年徳川家康（松平広忠）
- はじめ人間ギャートルズ
- 勇者ライディーン（神宮寺力）
- ラ・セーヌの星（アルビー）

1976年
- キャンディ・キャンディ（アルバート）
- 大空魔竜ガイキング（1976年 - 1977年、ピートリチャードソン）
- 超電磁ロボ コン・バトラーV（冷凍獣アイラス）
- ドカベン（1976年 - 1977年、小林）

1977年
- あしたへアタック!（原大介）
- 一休さん (テレビアニメ)（万吉）
- ジェッターマルス（キュラド、ジョーアスナロ）
- ヤッターマン（アイトニー）
- ルパン三世 (TV第2シリーズ)（1977年 - 1980年、石川五ェ門）
- 惑星ロボ ダンガードA（城戸幸一）

1978年
- 宇宙海賊キャプテンハーロック（1978年 - 1979年、ハーロック）
- SF西遊記スタージンガー（オリオ）
- 闘将ダイモス（アイザム）
- はいからさんが通る（青江冬星）
- まんが日本絵巻（柳生十兵衛）
- 無敵鋼人ダイターン3（ジミー・ディーン）

1979年
- アニメーション紀行 マルコ・ポーロの冒険（マーモッド）
- 宇宙空母ブルーノア（ユルゲンス）
- 宇宙戦艦ヤマト 新たなる旅立ち（北野哲）
- 円卓の騎士物語 燃えろアーサー（1979年 - 1980年、トリスタン）
- 銀河鉄道999（1979年 - 1980年、パスカル、マントの男、天王寺、キザルーナ）
- ザ☆ウルトラマン（青木）

1980年
- がんばれ元気（堀口秀樹）
- ずっこけナイトドンデラマンチャ
- タイムパトロール隊オタスケマン（コロンブス、アムンゼン、リンドバーグ）
- 燃えろアーサー 白馬の王子（トリスタン）
- 若草物語（ブルックス）

1981年
- 最強ロボ ダイオージャ（ダホテル、マゲタ）
- 鉄腕アトム (アニメ第2作)（ノッポ）
- ハニーハニーのすてきな冒険（フェニックス）
- ブレーメン4 地獄の中の天使たち（プレスト）
- ぼくらマンガ家 トキワ荘物語（安孫子）
- ヤットデタマン（ロビンフッド）

1982年
- アンドロメダ・ストーリーズ（イタカ）
- 逆転イッパツマン（源頼光）
- 釣りキチ三平（順平）
- パタリロ!（1982年 - 1983年、デミアン 他）
- わが青春のアルカディア 無限軌道SSX（1982年 - 1983年、キャプテン・ハーロック）

1983年
- イタダキマン（ミスター・アン）

1984年
- ルパン三世 PARTIII（1984年 - 1985年、石川五ェ門）

1989年
- ルパン三世 バイバイ・リバティー・危機一発!（石川五ェ門）

1990年
- ルパン三世 ヘミングウェイ・ペーパーの謎（石川五ェ門）

1991年
- ルパン三世 ナポレオンの辞書を奪え（石川五ェ門）

1992年
- ルパン三世 ロシアより愛をこめて（石川五ェ門）

1993年
- ルパン三世 ルパン暗殺指令（石川五ェ門）

1994年
- ルパン三世 燃えよ斬鉄剣（石川五ェ門）

1995年
- ルパン三世 ハリマオの財宝を追え!!（石川五ェ門）

1996年
- ルパン三世 トワイライト☆ジェミニの秘密（石川五ェ門）

1997年
- ルパン三世 ワルサーP38（石川五ェ門）

1998年
- ルパン三世 炎の記憶〜TOKYO CRISIS〜（石川五ェ門）

1999年
- ルパン三世 愛のダ・カーポ〜FUJIKO'S Unlucky Days〜（石川五ェ門）

2000年
- ルパン三世 1$マネーウォーズ（石川五ェ門）

2001年
- ルパン三世 アルカトラズコネクション（石川五ェ門）

2002年
- ルパン三世 EPISODE:0 ファーストコンタクト（石川五ェ門）
- 巨人の星【特別篇】猛虎 花形満（花形満

2003年
- ルパン三世 お宝返却大作戦!!（石川五ェ門）

2004年
- サムライチャンプルー（真里谷円四郎）
- ルパン三世 盗まれたルパン 〜コピーキャットは真夏の蝶〜（石川五ェ門）

2005年
- ルパン三世 天使の策略 〜夢のカケラは殺しの香り〜（石川五ェ門）

2006年
- ルパン三世 セブンデイズ・ラプソディ（石川五ェ門）

2007年
- ルパン三世 霧のエリューシヴ（石川五ェ門）

2008年
- ルパン三世 sweet lost night 〜魔法のランプは悪夢の予感〜（石川五ェ門）

2009年
- ルパン三世VS名探偵コナン（石川五ェ門）

2010年
- ルパン三世 the Last Job（石川五ェ門）

### 劇場アニメ
1969年
- 巨人の星（花形満）
- 巨人の星 行け行け飛雄馬（花形満）

1970年
- 巨人の星 大リーグボール（花形満）
- 巨人の星 宿命の対決（花形満）

1977年
- 新・巨人の星（花形）

1978年
- 宇宙海賊キャプテンハーロック アルカディア号の謎（ハーロック）
- ルパン三世 ルパンVS複製人間（石川五ェ門）

1979年
- 銀河鉄道999（The Galaxy Express 999）（キャプテン・ハーロック）
- ルパン三世 カリオストロの城（石川五ェ門}）

1981年
- 悪魔と姫ぎみ（キョウイチ）
- 機動戦士ガンダムII 哀・戦士編（スレッガー）
- さよなら銀河鉄道999 アンドロメダ終着駅（キャプテン・ハーロック）
- 夏への扉（ナレーション）
- ユニコ（ゴースト男爵）

1982年
- 機動戦士ガンダムIII めぐりあい宇宙（そら）編（スレッガー）
- 巨人の星（花形満）
- 浮浪雲（坂本竜馬）
- わが青春のアルカディア（キャプテン・ハーロック、ファントム・F・ハーロックII世）

1983年
- プロ野球を10倍楽しく見る方法（サイトウ）

1984年
- 少年ケニヤ（村上大介）

1985年
- ルパン三世 バビロンの黄金伝説（石川五ェ門）

1986年
- 時空の旅人（クタジマ・トシト）

1995年
- ルパン三世 くたばれ!ノストラダムス（石川五ェ門）

1996年
- ルパン三世 DEAD OR ALIVE（石川五ェ門）

2000年
- 機動戦士ガンダムII 哀・戦士編 特別版（スレッガー・ロウ）
- 機動戦士ガンダムIII めぐりあい宇宙編 特別版（スレッガー・ロウ）

### OVA
- エリア88（1985年、フェニックス・チャーリー）
- 夢次元ハンターファンドラ（1985年、ヨグ・ソゴス / ゲルスバーグ）
- アーバンスクウェア 琥珀の追撃（1986年、辺見）
- 銀河英雄伝説（1989年、アンスバッハ准将）
- クイーン・エメラルダス（1998年、キャプテン・ハーロック）
- ルパン三世 生きていた魔術師（2002年、石川五ェ門[138]）
- ルパン三世 GREEN vs RED（2008年、石川五ェ門[139]）
- ルパン三世 Master File（2012年、石川五ェ門[138]）

### ゲーム
1996年
- 機動戦士ガンダム ver.2.0（スレッガー・ロウ）
- 新スーパーロボット大戦（ピート・リチャードソン）
- BSドラゴンクエストI（ラダトーム王の声）

1997年
- スーパーロボット大戦F / F完結編（1997年 - 1998年、ジャック・キング） - 2作品
- ブシドーブレード（ブラック・ロータス）
- ルパン三世 カリオストロの城 -再会-（石川五ェ門）
- 惑星攻機隊りとるキャッツ（キャプテン）

1998年
- ブシドーブレード弐（ハイウェイマン）

1999年
- SDガンダム GGENERATION（1999年 - 2025年、スレッガー・ロウ、『逆襲のシャア』ナレーション、マーク・ギルダー〈ZERO・F・PORTABLE〉） - 11作品
- スーパーロボット大戦コンプリートボックス（ジャック・キング、神宮寺力）
- ゾンビリベンジ（毒島力也）※AC、DC

2000年
- 機動戦士ガンダム（スレッガー・ロウ）
- スーパーロボット大戦α（ジャック・キング、神宮寺力、スレッガー・ロウ）

2001年
- 決戦II（曹操）
- スーパーロボット大戦α for Dreamcast（ジャック・キング、神宮寺力、スレッガー・ロウ）
- スーパーロボット大戦α外伝（神宮寺力）
- スカイオデッセイ（ナレーション）
- 松本零士999 〜Story of Galaxy Express 999〜（ハーロック）
- ルパン三世 THE SHOOTING（石川五ェ門）

2002年
- スーパーロボット大戦IMPACT（ジャック・キング、神宮寺力）
- ルパン三世 魔術王の遺産（五ェ門）

2003年
- 機動戦士ガンダム めぐりあい宇宙（スレッガー・ロウ）
- 激闘プロ野球 水島新司オールスターズVSプロ野球（王島大介）
- 第2次スーパーロボット大戦α（ピート・リチャードソン、アイザム）
- ルパン三世 海に消えた財宝（石川五ェ門）

2004年
- 宇宙戦艦ヤマト（2004年 - 2005年、北野哲） - 3作品
- ルパン三世 コロンブスの遺産は朱に染まる（石川五ェ門）

2005年
- 機動戦士ガンダム 一年戦争（スレッガー・ロウ）
- 第3次スーパーロボット大戦α 終焉の銀河へ（神宮寺力、ピート・リチャードソン）

2007年
- スーパーロボット大戦Scramble Commander the 2nd（神宮寺力）
- ルパン三世 ルパンには死を、銭形には恋を（石川五ェ門）

2008年
- ガンダム無双2（スレッガー・ロウ）
- スーパーロボット大戦A PORTABLE（ジャック・キング、アイザム）

2010年
- キングダム ハーツ バース バイ スリープ（マスター・エラクゥス）
- ルパン三世 史上最大の頭脳戦（石川五ェ門）

2012年
- 機動戦士ガンダム オンライン（スレッガー）

2013年
- 真・ガンダム無双（スレッガー・ロウ）

2014年
- キングダム ハーツ HD 2.5 リミックス（マスター・エラクゥス）

2019年
- キングダム ハーツIII（マスター・エラクゥス）
- スーパーロボット大戦T（キャプテンハーロック）
- ガンダムネットワーク大戦（スレッガー・ロウ）

### 吹き替え

#### 俳優
キア・デュリア
- 母の旅路（クレイ6世）
- モンタナの西（リー）
- リサの瞳のなかに（デイビッド）

デヴィッド・マッカラム
- 偉大な生涯の物語（イスカリオテのユダ）※テレビ朝日版（DVD収録）
- 海底世界一周（フィル）※フジテレビ版
- 大脱走（アシュレイ・ピット）※フジテレビ版（DVD・BD収録）
- モスキート爆撃（クイント）

ホルスト・ブッフホルツ
- 荒野の七人（チコ）※テレビ朝日版（DVD・BD収録）
- マルコ・ポーロ 大冒険（マルコ・ポーロ）※テレビ朝日版

#### 映画
- アカプルコの出来事（チャック / ロン・ハスマン）
- 悪魔のはらわた（フランケンシュタイン男爵 / ウド・キア）
- 悪魔のような恋人
- アンツィオ大作戦（ムービー / レニ・サントーニ）
- いかすぜ！この恋（ロニー / エルヴィス・プレスリー）
- イシュタール（ライル / ウォーレン・ベイティ）
- ウィンチェスター銃'73 ※テレビ朝日版
- SF人喰い生物の島（ルウク医師 / ポール・ハンプトン）
- 大空を裂くジェット野郎（ホランド / リカルド・サルビーノ）
- 俺の墓標は立てるな（ニック / ジェイムズ・ダレン）
- カサンドラ・クロス（スタック少佐 / ジョン・フィリップ・ロー）※レーザーディスク版
- 吸血鬼の接吻（カール / バリー・ウォーレン）
- 吸血の群れ
- 空爆特攻隊（ティム・マッキンタイア）※テレビ朝日版（DVD収録）
- 九月になれば ※TBS版
- 原子怪人の復讐（ニール・フレッチャー）
- 拳銃貸します（フィリップ・レイヴン / アラン・ラッド）
- 豪快！マルコ・ポーロ（マルコ・ポーロ / ロリー・カルホーン）※TBS版
- 荒野の金貨
- 5枚のカード（ニック・エヴァース / ロディ・マクドウォール）
- コマンチェロ（トーブ / パット・ウェイン）
- コマンド戦略（セオドア・ランソム / アンドリュー・プライン）
- 最後の脱出（ロジャー / ジョン・ハミル）
- サルバドル/遥かなる日々 ※フジテレビ版
- サンセット物語（ウェード・リュイス / ロバート・レッドフォード）
- 地獄の戦線（オーディ・マーフィ）※東京12ch版（DVD収録）
- 重戦車総攻撃
- 重犯罪特捜班/ザ・セブン・アップス（アンセル / ケン・カーチェヴァル）※テレビ朝日版
- 勝利なき戦い（ヴェリー二等兵 / ロバート・ブレイク）※テレビ朝日版（DVD収録）
- 戦場にかける橋（ジョイス / ジェフリー・ホーン）※フジテレビ版（デラックスエディションBD収録）
- 潜水艦X-1号（デイビーズ大尉 / デヴィッド・サムナー）※テレビ朝日版（DVD収録）
- 隊長ブーリバ（オスタプ / ペリー・ロペス）※テレビ朝日版
- 大本命（スコット・アンソニー）※TBS版
- ダイヤルMを廻せ! ※テレビ朝日旧版
- 誓いの休暇（アリョーシャ / ウラジーミル・イワショフ）
- 特攻決戦隊（エルダ・バーカム）
- 特攻大作戦（サムソン・ポウジー / クリント・ウォーカー）
- ナッシュビル（トム / キース・キャラダイン）
- 2300年未来への旅（フランシス / リチャード・ジョーダン）
- バイキングの逆襲（ジュリアーノ・ジェンマ）※日本テレビ版
- ビーチレッド戦記（クリフ / パトリック・ウォルフ）※テレビ朝日版
- ひとりぼっちの青春（ロバート / マイケル・サラザン）
- 陽のあたる場所（ジョージ / モンゴメリー・クリフト）※TBS版
- 不意打ち（エシー / ラファエル・カンポス）
- フォルウォスの黒楯（フランシス / クレイグ・ヒル）
- ふたり（エバン / ピーター・フォンダ）
- 冬のライオン
- プライベート・レッスン（コーチ / エド・ベグリー・Jr）
- ヘルハザード/禁断の黙示録（ジョン・マーチ / ジョン・テリー）
- ベルサイユのばら（フェルゼン / ジョナス・ベリシュトルーム）※日本テレビ版（BD収録）
- ヘルハザード/禁断の黙示録（ジョン・マーチ / ジョン・テリー）（VHS・BD収録）
- ヘルプ!4人はアイドル（ポール・マッカートニー）
- 望郷（ジルベール・ジル）※フジテレビ版（VHS収録）
- 暴力脱獄
- 星のない男（ウィリアム・キャンベル（英語版））※TBS版
- 炎のランナー（エリック・リデル / イアン・チャールソン）※機内上映版
- 南太平洋（ジョセフ・ケーブル / ジョン・カー）※TBS版
- 要塞攻略戦（ラリー・ケーシー）
- ろう人形館の怪奇殺人（ホークス / マーク・エドワーズ）
- ロンリーマン
- わしの岩（トレバー）
- 作品名不明（アラン・ドロン[143][信頼性要検証]）

#### テレビドラマ・番組
- 刑事コロンボ 魔術師の幻想（ダニー・グリーン / パトリック・カリントン）
- 警部マクロード クリスマスイブ大混乱（スコット / ロバート・ウィーバー）
- 地上より永遠に（ジョー・パントリアーノ）
- コルディッツ大脱走（モーン少佐 / アンソニー・バレンタイン）
- コンバット!
  - 「軍曹が死んだ」（コーガン / サル・ミネオ）
  - 「恐怖の流砂」（ワイルダー / ブランドン・デ・ワイルド）
  - 「疫病神」（ドーラン / トム・シムコックス）※カラー版
- 猿の惑星 (テレビドラマ)（ピート・バーク / ジェームズ・ノートン）
- スパイ大作戦
  - カラクリの顔を叩きつぶせ（レオ / ロディ・マクドウォール）
  - 市街大追跡（ジンク）
- スペース1999
  - 第1シリーズ（ナレーション）
  - 宇宙アンドロイドの誘惑
- タイムトンネル（伍長 / ケビン・オニール）
- 探偵ストレンジ 火炎びん提供者事件（フレディ / アンソニー・コーラン）
- ドキュメンタリー「恐怖の13日間」 -オランダ列車乗っ取り事件-
- 特捜刑事マイアミ・バイス
  - シーズン1 #22 （フレデリコ・リブリージ〈ネッド・アイゼンバーグ〉）
  - シーズン2 #11 （トニー・リバース〈マイケル・マーゴッタ〉）
  - シーズン3 #5 （カーティス・ウォーカー〈サミュエル・グラハム〉）
- ドビーの青春（ドビー・ギリス / ドゥウェン・ヒックマン）※声優デビュー作
- 虹のかなたのH2O（ライアル・ワトソン）
- 花嫁の父（バート・メトカルフェ）
- プラアパイマニ（語り）
- 弁護士ペリー・メイスン 死の密告
- ミステリーゾーン5
  - #13 「指輪の中の顔」（ベン・ブレイデン〈ビング・ラッセル〉）
  - #16 「百万ドルの変身」（アルバート〈ダグラス・ランバート〉）
- 四次元への招待
- 略奪された百人の花嫁（ジェレミー / ボビー・シャーマン）

#### 海外人形劇
- キャプテン・スカーレット ミステロン探知機を出せ!（インディゴ大尉）
- サンダーバード
  - 原子炉の危機（オーストラリア灌漑用原子ステーションのアナウンス、広報士官、アフリカ灌漑用原子炉管制官コリンズ）
  - 火星人の来襲（ブライアン）

#### 海外アニメ
- うさぎとかめ (1935)（うさぎ）※テレビ版

### テレビ番組
- 私だけが知っている（1961年12月10日、NHK）
- ぼくもわたしも名探偵（NHK）
- わたしたちの社会（1966年10月、NHK教育）
- おかあさんといっしょ（1967年、NHK）
- 世界の地理（1969年、NHK教育）
- 小川宏ショー（1979年、フジテレビ）
- 番組対抗かくし芸大会（1980年、NTV）
- 面白アニメランド（1984年12月27日、テレビ東京）
- 金曜ロードショー（1992年7月24日、NTV）※『ルパン三世 ロシアより愛をこめて』初回放送。特別映像に出演。
- ふるさと皆様劇場（NHK）

#### ナレーション
- 海外ウィークリー（NHK） - 野中ともよらに「マッキー」と呼びかけられていた。
- JNN報道特集（TBS）
- プロハンター（日本テレビ） - 新番組予告のみ
- TVグラフィティ（フジテレビ）
- パソコン宇宙大作戦（1983年、TBS）
- 志村けんのバカ殿様傑作集（フジテレビ）
- ギミア・ぶれいく「史上最強のクイズ王決定戦」（TBS） - 予選パートのみ
- ロボットコンテスト'98〜大学部門サンパウロ大会（1998年、NHK BS1）
- 上野浅草隅田川（テレビ朝日）

### 特撮
- アクマイザー3（ザビタンの声）
- 超神ビビューン（ザビタンの声）

### 人形劇
- くまのこバンブ
- 三びきのやぎのがらがらどん ※NHKにて放送
- 新八犬伝（犬飼現八(初代)、15歳の犬飼額蔵）

### CM
- 日本酒造組合（ナレーション）
- 森下仁丹 グリーン仁丹（ナレーション）
- 日産 パルサー（ナレーション）
- 中外製薬 新グロモント（ナレーション）
- 中外製薬 グロンサン強力内服液（2作）（サラリーマン） / （接待先担当者のサラリーマン）
- サントリーオールド（ハーロック）※ラジオCM
- 三共生興（1983年、ハーロック）※声の出演
- エクソンモービル ESSO石油（1990年代、石川五ェ門）※声の出演
- バンダイナムコエンターテインメント - スーパーロボット大戦T（2019年、ハーロック）※声の出演

※以下は花形満役で声の出演
- 神戸製鋼所（1990年）
- 日清食品 - ラ王（2002年）
- キリンビバレッジ - キリンレモン（2008年）
- 京楽産業 - CR巨人の星（2011年）
- タウンページ - iタウンページ（2011年）
- au - auスマートバリュー 家族特割（2012年）

### パチンコ
- CRフィーバーキャプテンハーロック（2007年、ハーロック）
- CRルパン三世シリーズ（ -2010年、石川五ェ門）
- CR巨人の星シリーズ（花形満）
- 巨人の星 猛虎花形（2013年、花形満）

### ラジオ
- アースファンタジア（TOKYO FM）
- スペースフリーウェイ（TOKYO FM）
- 人気アニメ総決算（1978年、TBSラジオ）
- パックインミュージック（TBSラジオ）※パーソナリティ、野沢那智の代役[144]
- SUPER FRIDAY（FM NACK5）

#### Web配信
- マッキーとSui-seiのダベラジッ！（2019年、YouTube）※事実上の遺作。

#### ラジオドラマ
- 赤胴鈴之助（ラジオ東京）
- 音の本棚（TOKYO FM）
- アドベンチャーロード（NHK-FM）
- 青春アドベンチャー（NHK-FM）
- FMシアター（NHK-FM）

### レコード
- 愛・勇気・青春 そして 君へ（1979年、日本コロムビア）※他声優とのオムニバス形式、「ぼくのオンティーヌ」「憂愁という名の蝶」に出演。
- ありがとう手紙（1980年、キングレコード）
- 夢想紀行（1981年、キングレコード）

### その他
- ミッキーマウス・レビュー - サウンドトラック役、プレショーのナレーション

## 執筆

### 著作
- 虹のシャワー（朝日ソノラマ、ISBN 978-4-257-60016-9）※エッセイ集、1982年8月発売
- たんぽぽぽんぷぷかぷかどんどん（アニメージュで1年間連載された詩画集）
- 声優殺しはなぜ起きたか？（未発表作[145]）

### 文庫解説
- ガンフロンティア（著：松本零士、秋田書店） - 1999年に文庫化された際に、2巻の解説を担当。

## 脚本・演出
- ファンキー・ホラー・ナイト（ラジオドラマ）